# Magyarország versenypályáinak listája
Magyarország autósportjának és motorsportjának fejlődése szorosan összefonódik a hazai versenypályák történetével. Az országban található létesítmények között megtalálhatók a nemzetközi hírű, modern aszfaltcsíkok – mint a Formula–1-es futamoknak otthont adó Hungaroring vagy a 2023-ban megnyíló Balaton Park Circuit –, valamint a kisebb, regionális pályák és gokartpályák is. A magyarországi pályák változatosak: a kizárólag versenyzésre épített komplexumok mellett országúti és ideiglenes utcai pályák is megjelentek az idők során.
| Pálya                       | Pálya                                | Pálya               | Helyszín                          | Megnyitás éve          | Térkép  |
| Neve                        | Típusa                               | Hossza              | Helyszín                          | Megnyitás éve          | Térkép  |
| --------------------------- | ------------------------------------ | ------------------- | --------------------------------- | ---------------------- | ------- |
| Hungaroring                 | Állandó versenypálya                 | 4,381 km (2,722 mi) | Mogyoród, Pest vármegye           | 1986                   |         |
| Pannónia-Ring               | Állandó versenypálya                 | 4,740 km (2,945 mi) | Ostffyasszonyfa, Vas vármegye     | 1996                   |         |
| Balaton Park Circuit        | Állandó versenypálya                 | 4,115 km (2,557 mi) | Balatonfőkajár, Veszprém vármegye | 2023                   |         |
| Euroring                    | Állandó versenypálya                 | 2,750 km (1,709 mi) | Örkény, Pest vármegye             | 2004                   | Algarve |
| Kakucsring                  | Gokart- és technikai pálya           | 1,050 km (0,652 mi) | Kakucs, Pest vármegye             | 2007                   | —       |
| Rábaring                    | Gokart- és technikai pálya           | 2,100 km (1,305 mi) | Écs, Győr-Moson-Sopron vármegye   | 1970-es évek           | —       |
| M-Ring                      | Gokart- és technikai pálya           | 1,000 km (0,621 mi) | Kiskunlacháza, Pest vármegye      | ?                      | —       |
| Balatonring                 | —                                    | 4,232 km (2,630 mi) | Sávoly, Somogy vármegye           | Az építés félbeszakadt |         |
| Nyirád Racing Center        | Rallycross-és autocross-versenypálya | 1,290 km (0,802 mi) | Nyirád, Veszprém vármegye         | 2006                   | —       |
| Magyar Nemzetközi Motodrome | —                                    | 5,050 km (3,138 mi) | Hajdúnánás, Hajdú-Bihar vármegye  | Az építés félbeszakadt |         |
| Népliget Park               | Egykori állandó versenypálya         | 5,294 km (3,290 mi) | Budapest, Pest vármegye           | 1936 (1972-ben bezárt) |         |